# Morón (Argentina)
Morón è una città argentina, capoluogo del partido omonimo, situata nella provincia di Buenos Aires. 
È il principale centro politico, economico, finanziario e commerciale della parte occidentale dell'area metropolitana bonaerense, tanto da essere conosciuto come la Capital del Oeste.

## Geografia
Morón è situata nella parte occidentale della grande conurbazione bonaerense, a 24 km ad ovest dal centro di Buenos Aires.

## Storia
Pochi anni dopo la fondazione di Buenos Aires, Juan de Garay ripartì alcune terre ad ovest della futura capitale argentina. Una parte di questi appezzamenti, dove oggi sorge Morón, fu assegnata al capitano Juan Ruiz de Ocaña, e per tanto l'area fu conosciuta per tutto il XVII secolo come Cañada de Juan Ruiz.
La zona dove sorge l'odierna città iniziò ad essere abitata in pianta stabile in epoca coloniale, grazie anche al fatto che era attraversata dalla mulattiera che univa il porto di Buenos Aires a Córdoba. Gli insediamenti e le fattorie si svilupparono prevalentemente lungo i due principali corsi d'acqua della zona: il torrente Morón e il Reconquista. L'attraversamento di quest'ultimo fiume fu favorito nel 1771 dalla costruzione di un ponte di legno noto come ponte di Márquez. Nonostante la zona vivesse sotto la costante minaccia delle incursioni dei nativi, nel 1776 fu costruita al centro dell'odierna città una piccola cappella dedicata a Nostra Signora del Buon Viaggio. Due anni dopo furono assegnati i lotti circostanti dando il via alla prima urbanizzazione della zona. Nel 1785 le autorità coloniali nominarono il primo alcalde e istituirono il partido di Morón.
Nel corso delle guerre civili argentine la zona fu interessata dagli scontri tra i federales e gli unitarios, in particolare il 26 aprile 1829 quando le truppe di Juan Lavalle furono sconfitte da quelle del caudillo Juan Manuel de Rosas presso il ponte di Márquez. Nei decenni successivi l'economia della località continuò ad essere incentrata sull'agricoltura, grazie anche alla costante richiesta del mercato della vicina Buenos Aires.
Nel febbraio 1859 fu raggiunta dalla ferrovia proveniente da Buenos Aires, favorendo così lo sviluppo economico della cittadina e l'insediamento di nuovi abitanti. Immediatamente dopo iniziò ad insediarsi a Morón una consistente comunità italiana che già nel 1867 si era dotata di una propria istituzione. A partire dall'ultimo decennio del XIX secolo, la città iniziò a convertire la sua economia grazie all'insediamento di numerose industrie metallurgiche e manifatturiere.

## Monumenti e luoghi d'interesse
- Cattedrale dell'Immacolata Concezione e del Buon Viaggio

## Società

### Religione
La città è sede della diocesi di Morón, istituita il 1º dicembre 1962 e suffraganea dell'arcidiocesi di Buenos Aires.

## Cultura

### Istruzione

#### Musei
- Museo Municipale Storico e delle Arti di Morón
- Istituto ed Archivio Storico di Morón

#### Università
La città è sede dell'Università di Morón, privata, fondata nel 1960.

### Teatri
- Teatro Gregorio de Laferrere

## Infrastrutture e trasporti

### Strade
La principale via d'accesso a Morón è l'autostrada Acceso Oeste, che attraversa il sobborgo di Castelar. Il centro della città si sviluppa lungo l'importante avenida Rivadavia, arteria stradale che unisce il centro di Buenos Aires con la periferia ovest.

### Ferrovie
Morón è servita da una stazione ferroviaria lungo la linea suburbana Sarmiento che unisce il centro di Buenos Aires con la parte occidentale della sua area metropolitana.

## Sport
La principale società calcistica della città è il Deportivo Morón, che disputa le sue partite interne presso lo stadio Nuevo Francisco Urbano.